# カンムリムクドリ
カンムリムクドリ（Fregilupus varius）は、スズメ目ムクドリ科に属する鳥類である。絶滅種。

## 分布
この種はかつて、レユニオン島だけに生息していた固有種である。

## 形態
カンムリムクドリは30センチメートルほどの大きさだった。くちばしの長さは4センチメートル、翼は約15センチメートル、尾は約11センチメートル、足の長さは約4センチメートル。パリの博物館にいると推定される大人のオスは、の頸と後頸の色は明るい灰色で、その背中と尾は灰褐色で、翼は灰色がかって暗くなっており、尾の隠れた羽毛と臀部は無愛想な色をしている。翼の色は茶色で先端は白色。他の標本では、ベースが茶色。
そして標本の下側のほとんどは白色で、側面とアンダーカバーの裏側に淡い赤褐色のメッシュがあり、下側の薄い光は標本によって異なる。くちばしと脚はレモン色で、爪は黄褐色、それは目の周りの三角形の皮膚の領域を持っていて、それは人生で黄色であったかもしれない。種の虹彩は青褐色であると説明されていましたが、茶色、黄色、または橙色で描かれている。ほとんどの取り付けられた標本には、その自然な位置を示す直立の絵がある。
現在知られている本種の生体を描いたイラストは、1770年代初頭にフランスの画家によって描かれた。図面の下で彫刻家に、正確さのために、頭から前方に角度を付けた作品を描くように指示したとされる。

## 生態
カンムリムクドリの行動についてはほとんど知られていない。
1807年の説明によると、鳥は豊富で、湿地帯や湿地帯に大きな群れが生息していた。1831年の調査では、説明なしに、その習慣はカラスに似ていると説明された。
これらは数が多かった時、群れを成して飛んで熱帯雨林に行ったが、群れどうしは互いに少し離れていた。この種は果実、種子、昆虫に住んでいた。時々、森から沿岸へ、常に木から木へ、枝から枝へと飛び跳ねて、彼らはしばしば開花中のコーヒーの木の群れに降り、そして過去に住民の証言があった博物学者のフランソワ・ルヴァイヤンは、ブルボン島で、花を食べることでコーヒーの木に大きな被害を与えたと語った。しかし、彼が探し求め、そのように振る舞ったのはコーヒーの白い花ではなく、カンムリムクドリが食べた毛虫と昆虫だということが判明した。
カンムリムクドリは雑食性で、果物、種子、昆虫を食べていた。舌は長く、細く、鋭く、解れているため、果物、蜜、花粉、無脊椎動物を食べているときに、素早く動くことができ、助けになったのかもしれない。骨盤の要素は頑丈で、足と爪は大きく、地面近くで採餌したことを示している。そのくちばしは強く、カンムリムクドリの頭蓋骨を調べた。くちばしを入れて開くことによって、木の穴を調べて、住処にしていたかもしれない。

## 絶滅
カンムリムクドリの激減と絶滅についてはいくつかの原因が提案されており、それらは全て、レユニオンでの人間の活動に関連しており、この種は2世紀にわたって生存していた。
原因は、インドハッカの導入と、乱獲がこの種の絶滅の要因となった。1759年、イナゴを捕食するためにレユニオンに導入され、インドハッカ自体が害鳥になった。ネズミは1670年代にレユニオンに到着し、1735年、急速に増殖し、農業と在来種を脅かした。1830年代に、レユニオン島はプランテーションのために開発された。1848年に奴隷制度が廃止され、カンムリムクドリが以前の生息地の端に押しやられた後、奴隷達は白人と一緒に自然の地域を耕作した。1821年、穀物に害を与える害鳥の根絶を義務付ける法律が施行され、カンムリムクドリは作物に損害を与える害鳥ということで駆除された。1860年代に、カンムリムクドリがほとんど姿を消したことに気付いたが、おそらくこの時までにすでに絶滅した。正確な絶滅は、1850年代とされる。